# Anguera (Brasil)
Anguera és un municipi brasiler de l'estat de Bahia que pertany a l'Àrea d'Expansió Metropolitana de Feira de Santana. Al juliol de 2019 tenia 11.221 habitants.
El municipi fou desmembrat de Feira de Santana, del qual fins llavors era districte, per la Llei Estatal núm. 1.558, del 1961.